# Michy Batshuayi
Michy Batshuayi (prononciation : /mi.ʃi bat.ʃu.a.ji/), né le 2 octobre 1993 à Bruxelles en Belgique, est un footballeur international belge, d'origine congolaise (RDC), qui joue au poste d'attaquant à l'Eintracht Francfort.

## Biographie
Michy Batshuayi, surnommé "Batsman", est né congolais, car ses parents, Viviane Leya Iseka et Pino Batshuayi, ont refusé la nationalité belge à sa naissance, qui a pourtant eu lieu en Belgique. À ses 18 ans, il entreprend les démarches administratives nécessaires à l'acquisition de la nationalité belge, car notamment, il souhaiterait jouer pour l'équipe nationale belge si on lui en donne l'occasion.

### En club

#### Débuts au Standard de Liège

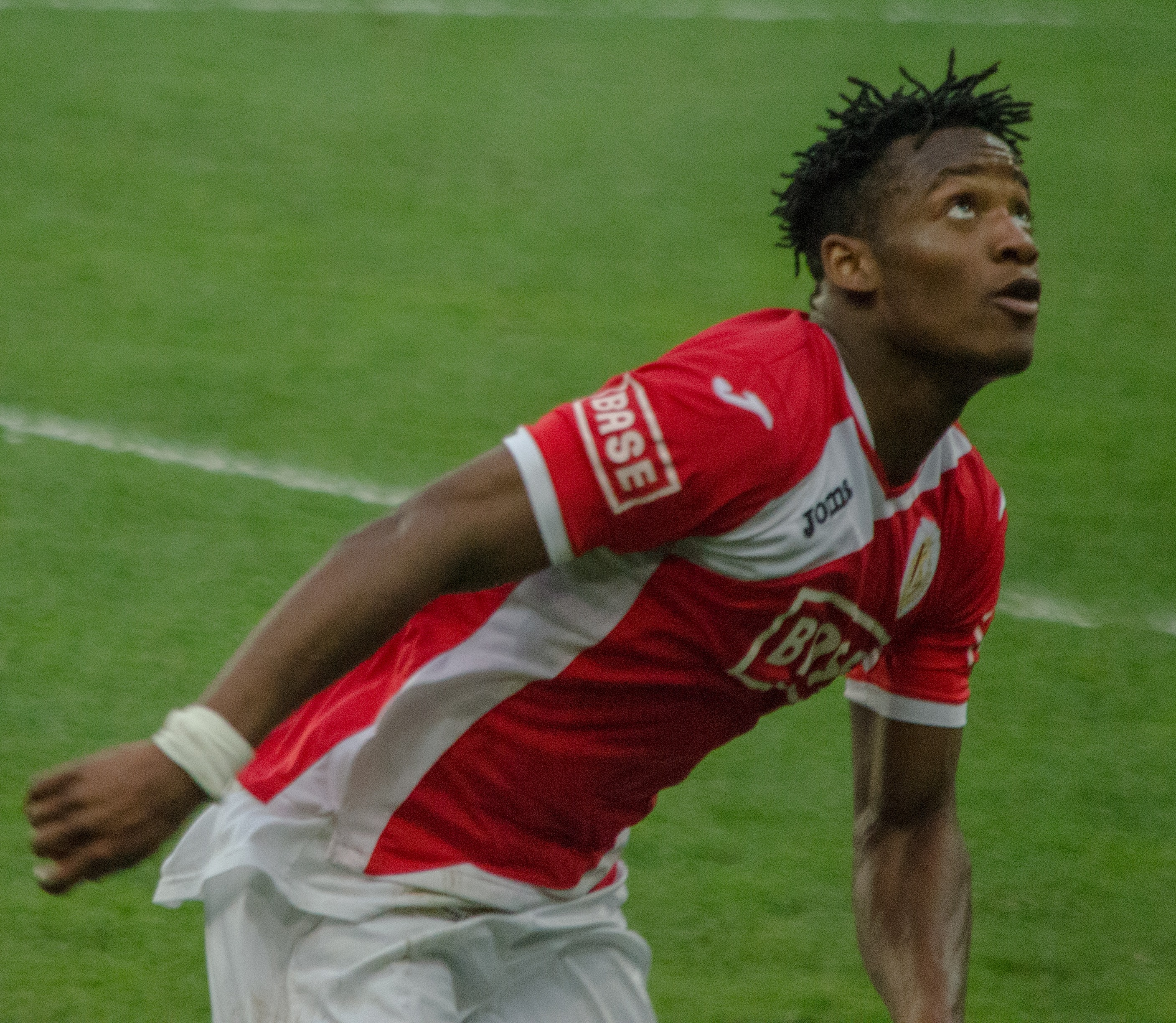
Michy Batshuayi avec le Standard de Liège en 2014.

Michy Batshuayi joue dans les catégories jeunes du RFC Evere, de la RUSAS Schaerbeek, du FC Brussels et du RSC Anderlecht. Repassé pendant une saison au FC Brussels, il rejoint le Standard de Liège en 2008, à l'âge de quatorze ans.
Le 20 février 2011, Batshuayi fait ses débuts en équipe première sous la direction de l'entraîneur Dominique D'Onofrio lors du déplacement au KAA La Gantoise en entrant au jeu à la 83e minute en remplacement de Franck Berrier, qui voit son équipe perdre la partie sur le score de 4-1.
La saison suivante, après avoir inscrit six buts en matchs préparatoires, il fait ses grands débuts en Ligue des champions sous la direction de l'entraîneur José Riga, lors du match aller du troisième tour de qualification contre le FC Zurich, en remplacement d'Aloys Nong. Il inscrit son premier but en match officiel pour le Standard le 15 décembre 2011 en Ligue Europa en déplacement au FC Copenhague lors de la victoire 0-1 de son équipe. Le 21 décembre 2011, Batshuayi inscrit deux buts en première mi-temps du quart de finale aller de la Coupe de Belgique face au Lierse. Le 14 janvier 2012, il marque son premier but en championnat lors de la victoire 6-1 du Standard face au Beerschot AC.
Le 15 septembre 2013, l'attaquant belge contribue à la victoire des siens en inscrivant son premier triplé en match officiel face au KV Oostende quatre buts à deux.

#### Olympique de Marseille
Le 26 juin 2014, l'Olympique de Marseille officialise la signature pour cinq ans de Michy Batshuayi. Après cinq apparitions en cours de match, il connaît sa première titularisation et inscrit par la même occasion son premier but sous les couleurs olympiennes en seizièmes de finale de la Coupe de la Ligue face lors d'une défaite deux buts à un contre le Stade rennais. Le 23 novembre 2014, Michy Batshuayi marque son premier but en Ligue 1 face aux Girondins de Bordeaux grâce à une reprise de volée dans le temps additionnel lors d'une victoire trois buts à un. Le 22 février 2015, le Belge inscrit son premier doublé avec l'OM lors d'un match nul en championnat contre l'AS Saint-Étienne.
Le 6 janvier 2016, il prolonge son contrat avec l'OM jusqu'en 2020. Devenu titulaire indiscutable après le départ de Gignac, Batshuayi conclut sa saison 2015-2016 avec dix-sept buts en trente-six matchs de championnat, quatre buts en sept matchs de Ligue Europa et deux buts en cinq matchs de Coupe de France dont un en finale contre le Paris SG, perdu quatre buts à deux.

#### Chelsea FC

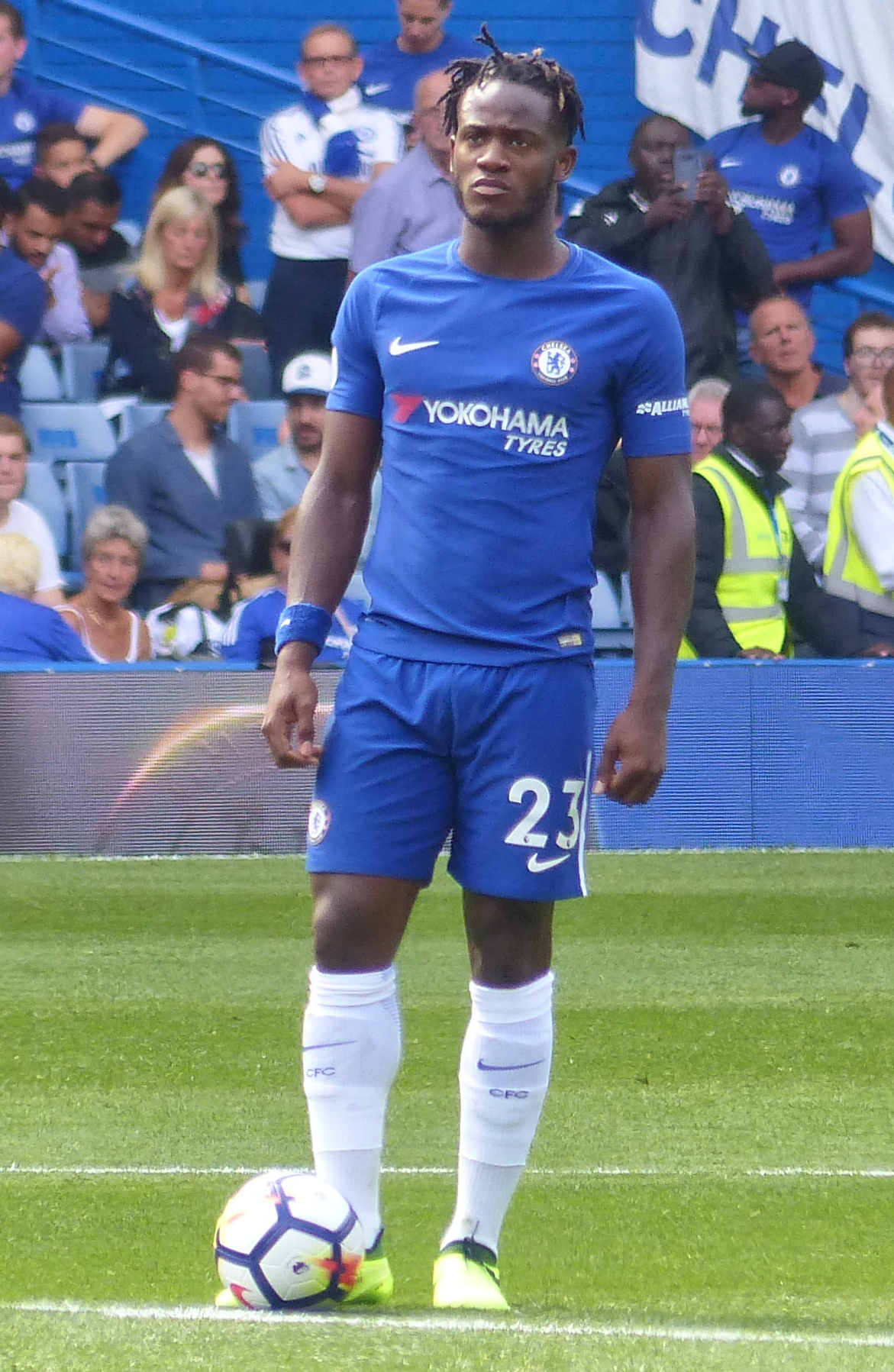
Michy Batshuayi avec Chelsea FC en 2017.

Le 3 juillet 2016, Batshuayi signe un contrat de cinq ans avec le Chelsea FC. Il joue son premier match en Angleterre en entrant en jeu lors de la première journée de championnat contre West Ham et offre une passe décisive à Diego Costa qui marque le but de la victoire à quelques minutes de la fin du match. Il entre de nouveau en jeu lors de la seconde journée de championnat contre Watford et marque son premier but dans le club londonien, qui remporte le match deux buts à un. Pour sa première titularisation lors du second tour de Coupe de la Ligue anglaise contre le Bristol Rovers FC, il s'offre son premier doublé en Angleterre lors d'une victoire trois buts à deux. Le 12 mai 2017, il est titularisé pour la première fois en championnat et marque l'unique but de la rencontre contre West Bromwich Albion quelques minutes après son entrée en jeu offrant la victoire à Chelsea ainsi que le titre de champion d'Angleterre 2017. Il termine sa première saison à Chelsea avec neufs buts en vingt-neuf rencontres toutes compétitions. Victime de la concurrence, il est titularisé une seule fois en championnat durant toute la saison, entrant en jeu à dix-neufs reprises pour cinq buts.
La première moitié de saison suivante est du même acabit, titularisé seulement à trois reprises en championnat, il prend cependant part à vingt-cinq rencontres toutes compétitions confondues pour onze buts.

#### Prêt au Borussia Dortmund

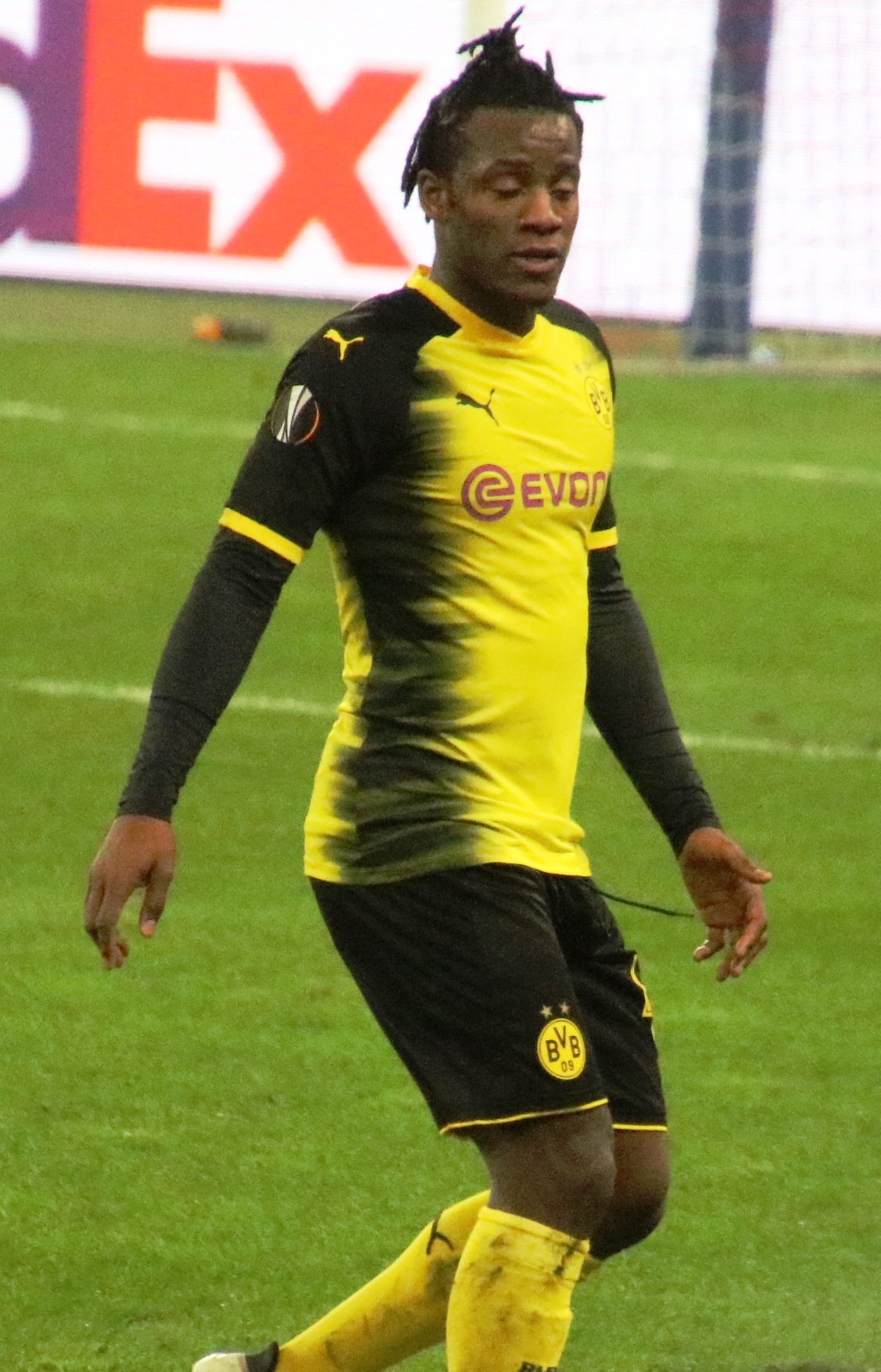
Michy Batshuayi avec le Borussia Dortmund en 2018.

Le 31 janvier 2018, l'attaquant belge est prêté au Borussia Dortmund jusqu'à la fin de la saison. Deux jours plus tard, il dispute son premier match avec le club allemand face au FC Cologne en Bundesliga et inscrit un doublé et délivre une passe décisive pour une victoire trois buts à deux. Des débuts tonitruant pour le belge qui est buteur lors du match suivant contre Hambourg SV puis auteur d'un doublé le 15 février suivant, contre l'Atalanta Bergame en Europa League,. Inscrivant cinq buts pour ses trois premiers matchs toutes compétitions confondues, il répond aux attentes et devient titulaire indiscutable pour le reste de la saison. Il inscrit au total neuf buts en quatorze matchs toutes compétitions confondues avant de se blesser à la cheville contre Schalke 04 le 15 avril 2018, ce qui met fin à sa saison à cinq matchs du terme.

#### Prêt au Valence CF et à Crystal Palace
Le 10 août 2018, Batshuayi est prêté pour une saison au Valence CF. Remplaçant lors des cinq premiers matchs de championnat, il marque son premier but dès sa première titularisation le 26 septembre lors d'un match nul un but partout contre le Celta Vigo. Il ne trouve cependant pas sa place dans le onze de départ, n'étant titularisé que quatre fois en championnat mais entrant régulièrement en jeu. Il ne marque que trois buts en vingt-trois matchs avec le club espagnol lors de la première partie de saison et est rappelé de son prêt par Chelsea le 31 janvier 2019.
Batshuayi ne reste pas à Chelsea puisqu'il est envoyé en prêt pour six mois à Crystal Palace ce même 31 janvier. Le 2 février 2019, il prend part à sa première rencontre avec les Eagles face à Fulham en Premier League lors d'une victoire deux buts à zéro. Le 23 février suivant, l'attaquant belge inscrit son premier but sous le maillot de Palace lors d'une victoire en championnat contre Leicester City quatre buts à un. Batshuayi retrouve une place de titulaire et inscrit six buts en treize matchs avec Palace avant de réintégrer l'effectif de Chelsea à la fin de la saison.

#### Retour à Chelsea puis nouveau prêt à Crystal Palace
De retour à Chelsea, Batshuayi n'est que très peu utilisé par Frank Lampard au cours de la saison 2019-2020. Le Belge est en effet considéré comme un joueur de rotation et inscrit six buts en vingt-quatre matchs toutes compétitions confondues dont seulement cinq titularisation.
Le 10 septembre 2020, l'attaquant belge est cédé en prêt pour une saison à Crystal Palace. Sa saison est à nouveau compliqué, il ne réussit pas à convaincre le coach et n'est titularisé qu'à sept reprises en championnat en seulement dix-huit apparitions et deux buts.

#### Prêt au Besiktas
Batshuayi est prêté pour la saison 2021-2022 en Turquie au Beşiktaş JK.

#### Transfert au Fenerbahçe SK
Le 1er septembre 2022, il est transféré définitivement de Chelsea au Fenerbahçe SK pour un contrat de deux saisons.
Le 30 octobre 2022, Batshuayi inscrit son premier triplé sous ses nouvelles couleurs, lors de la victoire de Fenerbahçe 5-2 face à İstanbulspor.

#### Galatasaray
Le 1er juillet 2024, Galatasaray annonce que l'attaquant s'est engagé librement pour une durée de trois ans. Il fait sa première apparition sous ses nouvelles couleurs, le 3 août 2024, en entrant au jeu à la mi-temps en remplacement de Dries Mertens lors de la rencontre comptant pour la Supercoupe de Turquie, face à Beşiktaş . Galatasaray perdra la partie sur le large score de 5-0. Six jours plus tard, il inscrit son premier but pour Galatasaray lors de la rencontre de championnat face à Hatayspor, en permettant à son équipe de s'imposer sur le score de 2-1 dans les dernières minutes de la partie.
Le 21 août 2024, Batshuayi s'illustre lors de la rencontre de barrage de la Ligue des champions face aux Young Boys. Remplaçant au coup d'envoi, il prend part au jeu à la 66e minute, en remplacement d'Elias Jelert, alors que son équipe est menée 2-0. Batshuayi inscrit un doublé en six minutes, permettant à son équipe de refaire son retard de deux buts. Cependant, Galatasaray s'incline finalement 3-2 en fin de rencontre. Six jours plus tard, Galatasaray est éliminé de la Ligue des champions, après avoir perdu le match retour 1-0 à dommicile.

#### Eintracht Francfort
Lors du mercato hivernal 2024-2025, Batshuayi quitte la Turquie et signe à l'Eintracht Francfort jusqu’en 2027.

### En sélections nationales

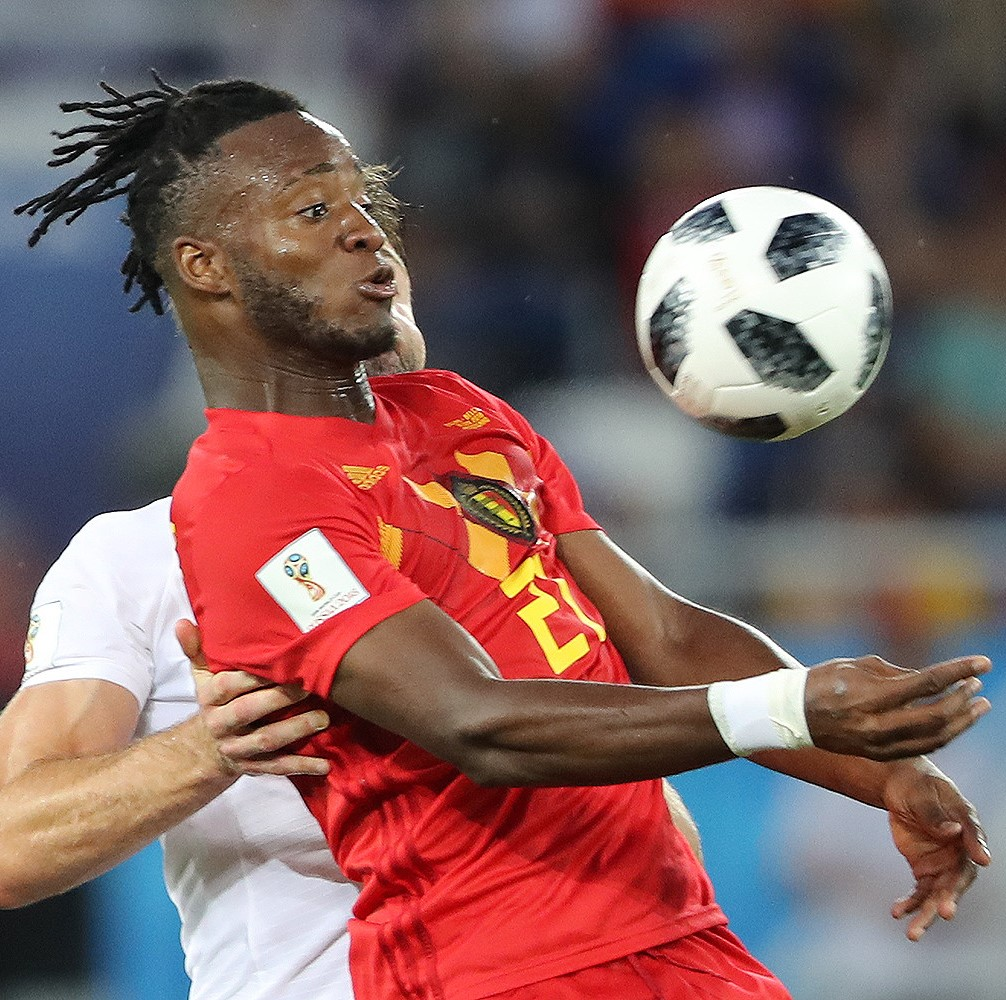
Michy Batshuayi avec la Belgique en 2018.

#### Espoirs avec la Belgique
Michy Batshuayi totalise treize matchs et sept buts avec l'équipe de Belgique espoirs entre 2012 et 2014.

#### Choix Belgique-RD Congo
Étant d'origine congolaise, il est convoité par Florent Ibenge, le sélectionneur de la République démocratique du Congo pour participer à un stage à Dubaï et disputer fin mars 2015 un match amical contre l'Irak. En mars 2015, il confirme dans un communiqué officiel qu'il ne souhaite pas jouer pour la sélection de la République démocratique du Congo mais pour les Diables Rouges.

#### Coupe du monde 2014
Michy Batshuayi fait partie des trente noms pré-sélectionnées par Marc Wilmots pour participer à la Coupe du monde 2014 mais ne figure pas dans la liste finale des joueurs qui se rendent au Brésil pour disputer le Mondial.

#### Euro 2016
Il est appelé pour la première fois avec l'équipe A le 20 mars 2015 en vue des matchs comptant pour les éliminatoires de l'Euro 2016 contre Chypre et Israël. Huit jours plus tard, il inscrit son premier but avec la sélection belge contre Chypre (5-0) dès sa première sélection et dès sa première touche de balle,.
Le 12 mai 2016, alors qu'il ne compte que trois sélections, il est convoqué pour l'Euro 2016. Il inscrit un but en huitièmes de finale face à la Hongrie (0-4), mais les Belges sont éliminés le tour suivant par le pays de Galles. Ashley Williams, Hal Robson-Kanu et Sam Vokes sont les buteurs côté gallois.

#### Coupe du monde 2018
En 2018, Batshuayi fait partie des vingt-trois joueurs sélectionnés par Roberto Martínez pour participer à la Coupe du monde en Russie. Il inscrit un but en trois matchs lors de la compétition. Ce but sera inscrit lors du deuxième match des Diables Rouges face la Tunisie. La Belgique est éliminée en demi-finale face à l'équipe de France (1-0) mais termine troisième à la suite de sa victoire contre l'Angleterre lors de la petite finale (2-0).

#### Euro 2020
Batshuayi est à nouveau convoqué par Roberto Martinez pour disputer l'Euro 2020 où les Belges atteignent les quarts de finale, s'inclinant contre l'Italie (1-2), futur vainqueur de l'édition malgré un but de Romelu Lukaku sur pénalty. Les buteurs côté italien sont Nicolo Barella et Lorenzo Insigne.

#### Coupe du monde 2022
Le 10 novembre 2022, il est sélectionné par Roberto Martínez pour participer à la Coupe du monde 2022. Le 23 novembre, il marque le premier et unique but de la sélection dans la compétition, contre le Canada.

#### Euro 2024
Lors des éliminatoires de l'Euro 2024, il est repris dans la sélection du nouvel entraineur Domenico Tedesco mais ne dispose que d'un temps de jeu réduit, montant deux fois pour une vingtaine de minutes en Estonie et en Azerbaïdjan, Romelu Lukaku et Loïs Openda étant désormais le plus souvent utilisés à la pointe de l'attaque belge.

## Statistiques

### En club
| Saison                | Club                     | Championnat           | Championnat | Championnat | Championnat | Coupe nationale | Coupe nationale | Coupe nationale | Coupe de la Ligue | Coupe de la Ligue | Coupe de la Ligue | Supercoupe | Supercoupe | Supercoupe | Compétition(s) continentale(s) | Compétition(s) continentale(s) | Compétition(s) continentale(s) | Compétition(s) continentale(s) | Autres compétitions | Autres compétitions | Autres compétitions | Autres compétitions | Total | Total | Total |
| Saison                | Club                     | Division              | M.          | B.          | P.d.        | M.              | B.              | P.d.            | M.                | B.                | P.d.              | M.         | B.         | P.d.       | Comp.                          | M.                             | B.                             | P.d.                           | Comp.               | M.                  | B.                  | P.d.                | M.    | B.    | P.d.  |
| 2010-2011             | Standard de Liège        | Division 1            | 2           | 0           | 0           | -               | -               | -               | -                 | -                 | -                 | -          | -          | -          | -                              | -                              | -                              | -                              | -                   | -                   | -                   | -                   | 2     | 0     | 0     |
| 2011-2012             | Standard de Liège        | Division 1            | 18          | 6           | 0           | 2               | 2               | 0               | -                 | -                 | -                 | -          | -          | -          | C1+C3                          | 1+7                            | 0+1                            | 0+0                            | PO1                 | 5                   | 0                   | 0                   | 33    | 9     | 0     |
| 2012-2013             | Standard de Liège        | Division 1            | 22          | 7           | 4           | 2               | 0               | 0               | -                 | -                 | -                 | -          | -          | -          | -                              | -                              | -                              | -                              | PO1+BE              | 10+2                | 4+1                 | 1+0                 | 36    | 12    | 5     |
| 2013-2014             | Standard de Liège        | Division 1            | 29          | 18          | 3           | 1               | 0               | 0               | -                 | -                 | -                 | -          | -          | -          | C3                             | 10                             | 2                              | 3                              | PO1                 | 9                   | 3                   | 2                   | 49    | 23    | 8     |
| Sous-total            | Sous-total               | Sous-total            | 71          | 31          | 7           | 5               | 2               | 0               | -                 | -                 | -                 | -          | -          | -          | -                              | 18                             | 3                              | 3                              | -                   | 26                  | 8                   | 3                   | 120   | 44    | 13    |
| 2014-2015             | Olympique de Marseille   | Ligue 1               | 26          | 9           | 0           | 1               | 0               | 0               | 1                 | 1                 | 0                 | -          | -          | -          | -                              | -                              | -                              | -                              | -                   | -                   | -                   | -                   | 28    | 10    | 0     |
| 2015-2016             | Olympique de Marseille   | Ligue 1               | 36          | 17          | 9           | 5               | 2               | 0               | 2                 | 0                 | 1                 | -          | -          | -          | C3                             | 7                              | 4                              | 0                              | -                   | -                   | -                   | -                   | 50    | 23    | 10    |
| Sous-total            | Sous-total               | Sous-total            | 62          | 26          | 9           | 6               | 2               | 0               | 3                 | 1                 | 1                 | -          | -          | -          | -                              | 7                              | 4                              | 0                              | -                   | -                   | -                   | -                   | 78    | 33    | 10    |
| 2016-2017             | Chelsea FC               | Premier League        | 20          | 5           | 1           | 5               | 2               | 2               | 3                 | 2                 | 0                 | -          | -          | -          | -                              | -                              | -                              | -                              | -                   | -                   | -                   | -                   | 28    | 9     | 3     |
| 2017-2018             | Chelsea FC               | Premier League        | 12          | 2           | 1           | 3               | 3               | 0               | 5                 | 3                 | 0                 | 1          | 0          | 0          | C1                             | 4                              | 2                              | 0                              | -                   | -                   | -                   | -                   | 25    | 10    | 1     |
| 2019-2020             | Chelsea FC               | Premier League        | 16          | 1           | 1           | 2               | 1               | 0               | 2                 | 3                 | 1                 | -          | -          | -          | C1                             | 4                              | 1                              | 0                              | -                   | -                   | -                   | -                   | 24    | 6     | 2     |
| Sous-total            | Sous-total               | Sous-total            | 48          | 8           | 3           | 10              | 6               | 2               | 10                | 8                 | 1                 | 1          | 0          | 0          | -                              | 8                              | 3                              | 0                              | -                   | -                   | -                   | -                   | 77    | 25    | 6     |
| 2017-2018             | Borussia Dortmund (prêt) | Bundesliga            | 10          | 7           | 1           | -               | -               | -               | -                 | -                 | -                 | -          | -          | -          | C3                             | 4                              | 2                              | 0                              | -                   | -                   | -                   | -                   | 14    | 9     | 1     |
| 2018-2019             | Valence CF (prêt)        | Liga                  | 15          | 1           | 0           | 3               | 1               | 0               | -                 | -                 | -                 | -          | -          | -          | C1                             | 5                              | 1                              | 0                              | -                   | -                   | -                   | -                   | 23    | 3     | 0     |
| 2018-2019             | Crystal Palace FC (prêt) | Premier League        | 11          | 5           | 0           | 2               | 1               | 0               | -                 | -                 | -                 | -          | -          | -          | -                              | -                              | -                              | -                              | -                   | -                   | -                   | -                   | 13    | 6     | 0     |
| 2020-2021             | Crystal Palace FC (prêt) | Premier League        | 18          | 2           | 2           | 1               | 0               | 0               | 1                 | 0                 | 0                 | -          | -          | -          | -                              | -                              | -                              | -                              | -                   | -                   | -                   | -                   | 20    | 2     | 2     |
| Sous-total            | Sous-total               | Sous-total            | 29          | 7           | 2           | 3               | 1               | 0               | 1                 | 0                 | 0                 | -          | -          | -          | -                              | -                              | -                              | -                              | -                   | -                   | -                   | -                   | 33    | 8     | 2     |
| 2021-2022             | Beşiktaş JK (prêt)       | Süper Lig             | 33          | 14          | 5           | 3               | 0               | 0               | -                 | -                 | -                 | 1          | 0          | 0          | C1                             | 5                              | 0                              | 0                              | -                   | -                   | -                   | -                   | 42    | 14    | 5     |
| 2022-2023             | Fenerbahçe SK            | Süper Lig             | 19          | 12          | 1           | 5               | 5               | 1               | -                 | -                 | -                 | -          | -          | -          | C1+C3                          | 0+8                            | 0+3                            | 0+0                            | -                   | -                   | -                   | -                   | 32    | 20    | 2     |
| 2023-2024             | Fenerbahçe SK            | Süper Lig             | 27          | 12          | 1           | 3               | 6               | 0               | -                 | -                 | -                 | -          | -          | -          | C4                             | 13                             | 6                              | 2                              | -                   | -                   | -                   | -                   | 43    | 24    | 3     |
| Sous-total            | Sous-total               | Sous-total            | 46          | 24          | 2           | 8               | 11              | 1               | -                 | -                 | -                 | -          | -          | -          | -                              | 21                             | 9                              | 2                              | -                   | -                   | -                   | -                   | 75    | 44    | 5     |
| 2024-2025             | Galatasaray SK           | Süper Lig             | 18          | 5           | 2           | 1               | 0               | 0               | -                 | -                 | -                 | 1          | 0          | 0          | C1+C3                          | 2+8                            | 2+0                            | 0+0                            | -                   | -                   | -                   | -                   | 30    | 7     | 2     |
| 2024-2025             | Eintracht Francfort      | Bundesliga            | 10          | 3           | 0           | -               | -               | -               | -                 | -                 | -                 | -          | -          | -          | C3                             | 1                              | 0                              | 0                              | -                   | -                   | -                   | -                   | 11    | 3     | 0     |
| 2025-2026             | Eintracht Francfort      | Bundesliga            | -           | -           | -           | 1               | 0               | 0               | -                 | -                 | -                 | -          | -          | -          | C1                             | -                              | -                              | -                              | -                   | -                   | -                   | -                   | 1     | 0     | 0     |
| Sous-total            | Sous-total               | Sous-total            | 10          | 3           | 0           | 1               | 0               | 0               | -                 | -                 | -                 | -          | -          | -          | -                              | 1                              | 0                              | 0                              | -                   | -                   | -                   | -                   | 12    | 3     | 0     |
| Total sur la carrière | Total sur la carrière    | Total sur la carrière | 342         | 126         | 31          | 40              | 23              | 3               | 14                | 9                 | 2                 | 3          | 0          | 0          | -                              | 79                             | 24                             | 5                              | -                   | 26                  | 8                   | 3                   | 504   | 190   | 44    |

### En sélections nationales
| Saison                | Sélection             | Phases finales         | Phases finales | Phases finales | Phases finales | Éliminatoires CDM | Éliminatoires CDM | Éliminatoires CDM | Éliminatoires EURO | Éliminatoires EURO | Éliminatoires EURO | Ligue des Nations | Ligue des Nations | Ligue des Nations | Matchs amicaux | Matchs amicaux | Matchs amicaux | Total | Total | Total |
| Saison                | Sélection             | Compétition            | M              | B              | Pd             | M                 | B                 | Pd                | M                  | B                  | Pd                 | M                 | B                 | Pd                | M              | B              | Pd             | M     | B     | Pd    |
| --------------------- | --------------------- | ---------------------- | -------------- | -------------- | -------------- | ----------------- | ----------------- | ----------------- | ------------------ | ------------------ | ------------------ | ----------------- | ----------------- | ----------------- | -------------- | -------------- | -------------- | ----- | ----- | ----- |
| 2014-2015             | Belgique              | -                      | -              | -              | -              | -                 | -                 | -                 | 1                  | 1                  | 0                  | -                 | -                 | -                 | -              | -              | -              | 1     | 1     | 0     |
| 2015-2016             | Belgique              | Euro 2016              | 2              | 1              | 0              | -                 | -                 | -                 | -                  | -                  | -                  | -                 | -                 | -                 | 4              | 1              | 0              | 6     | 2     | 0     |
| 2016-2017             | Belgique              | -                      | -              | -              | -              | 3                 | 0                 | 0                 | -                  | -                  | -                  | -                 | -                 | -                 | 1              | 1              | 0              | 4     | 1     | 0     |
| 2017-2018             | Belgique              | Coupe du monde 2018    | 3              | 1              | 0              | 2                 | 1                 | 0                 | -                  | -                  | -                  | -                 | -                 | -                 | 3              | 2              | 1              | 8     | 4     | 1     |
| 2018-2019             | Belgique              | -                      | -              | -              | -              | -                 | -                 | -                 | 3                  | 1                  | 1                  | 2                 | 2                 | 0                 | 2              | 2              | 0              | 7     | 5     | 1     |
| 2019-2020             | Belgique              | -                      | -              | -              | -              | -                 | -                 | -                 | 3                  | 3                  | 0                  | -                 | -                 | -                 | -              | -              | -              | 3     | 3     | 0     |
| 2020-2021             | Belgique              | Euro 2020              | 1              | 0              | 0              | 1                 | 1                 | 1                 | -                  | -                  | -                  | 1                 | 2                 | 0                 | 3              | 3              | 0              | 6     | 6     | 1     |
| 2021-2022             | Belgique              | Ligue des nations 2021 | 2              | 0              | 0              | 2                 | 0                 | 0                 | -                  | -                  | -                  | 4                 | 2                 | 2                 | 2              | 1              | 0              | 10    | 3     | 2     |
| 2022-2023             | Belgique              | Coupe du monde 2022    | 2              | 1              | 0              | -                 | -                 | -                 | 1                  | 0                  | 0                  | 2                 | 1                 | 1                 | 1              | 0              | 0              | 6     | 2     | 1     |
| 2023-2024             | Belgique              | -                      | -              | -              | -              | -                 | -                 | -                 | 1                  | 0                  | 0                  | -                 | -                 | -                 | 3              | 0              | 0              | 4     | 0     | 0     |
| 2024-2025             | Belgique              | -                      | -              | -              | -              | -                 | -                 | -                 | -                  | -                  | -                  | 0                 | 0                 | 0                 | -              | -              | -              | 0     | 0     | 0     |
| Total sur la carrière | Total sur la carrière | Total sur la carrière  | 10             | 3              | 0              | 8                 | 2                 | 1                 | 9                  | 5                  | 1                  | 9                 | 7                 | 3                 | 19             | 10             | 1              | 55    | 27    | 6     |

### Matchs internationaux
| Matchs internationaux de Michy Batshuayi, | Matchs internationaux de Michy Batshuayi, | Matchs internationaux de Michy Batshuayi,               | Matchs internationaux de Michy Batshuayi, | Matchs internationaux de Michy Batshuayi, | Matchs internationaux de Michy Batshuayi, | Matchs internationaux de Michy Batshuayi, | Matchs internationaux de Michy Batshuayi,                                    |
| #                                         | Date                                      | Lieu                                                    | Adversaire                                | Résultat                                  | Compétition                               | Club                                      | Notes                                                                        |
| ----------------------------------------- | ----------------------------------------- | ------------------------------------------------------- | ----------------------------------------- | ----------------------------------------- | ----------------------------------------- | ----------------------------------------- | ---------------------------------------------------------------------------- |
| 1                                         | 28 mars 2015                              | Stade Roi Baudouin, Bruxelles, Belgique                 | Chypre                                    | V 5 - 0                                   | Éliminatoires de l'Euro 2016              | Olympique de Marseille                    | Buteur, entre en jeu à la place de Christian Benteke à la 77e minute de jeu. |
| 2                                         | 13 novembre 2015                          | Stade Roi Baudouin, Bruxelles, Belgique                 | Italie                                    | V 3 - 1                                   | Match amical                              | Olympique de Marseille                    | Buteur, entre en jeu à la place de Romelu Lukaku à la 63e minute de jeu.     |
| 3                                         | 29 mars 2016                              | Stade Dr. Magalhães Pessoa, Leiria, Portugal            | Portugal                                  | D 1 - 2                                   | Match amical                              | Olympique de Marseille                    | Entre en jeu à la place de Dries Mertens à la 67e minute de jeu.             |
| 4                                         | 28 mai 2016                               | Stade de Genève, Carouge, Suisse                        | Suisse                                    | V 2 - 1                                   | Match amical                              | Olympique de Marseille                    | Entre en jeu à la place de Romelu Lukaku à la 58e minute de jeu.             |
| 5                                         | 1er juin 2016                             | Stade Roi Baudouin, Bruxelles, Belgique                 | Finlande                                  | N 1 - 1                                   | Match amical                              | Olympique de Marseille                    | Titulaire, remplacé par Christian Benteke à la 57e minute de jeu.            |
| 6                                         | 26 juin 2016                              | Stadium de Toulouse, Toulouse, France                   | Hongrie                                   | V 4 - 0                                   | Euro 2016                                 | Olympique de Marseille                    | Buteur, entre en jeu à la place de Romelu Lukaku à la 76e minute de jeu.     |
| 7                                         | 1er juillet 2016                          | Stade Pierre-Mauroy, Villeneuve-d'Ascq, France          | Pays de Galles                            | D 1 - 3                                   | Euro 2016                                 | Olympique de Marseille                    | Entre en jeu à la place de Romelu Lukaku à la 83e minute de jeu.             |
| 8                                         | 6 septembre 2016                          | Stade GSP, Nicosie, Chypre                              | Chypre                                    | V 3 - 0                                   | Éliminatoires de la Coupe du monde 2018   | Chelsea FC                                | Entre en jeu à la place de Romelu Lukaku à la 73e minute de jeu.             |
| 9                                         | 10 octobre 2016                           | Stade de l'Algarve, Faro, Portugal                      | Gibraltar                                 | V 6 - 0                                   | Éliminatoires de la Coupe du monde 2018   | Chelsea FC                                | Entre en jeu à la place de Christian Benteke à la 80e minute de jeu.         |
| 10                                        | 5 juin 2017                               | Stade Roi Baudouin, Bruxelles, Belgique                 | Tchéquie                                  | V 2 - 1                                   | Match amical                              | Chelsea FC                                | Titulaire et buteur, remplacé par Kevin Mirallas à la 46e minute de jeu.     |
| 11                                        | 9 juin 2017                               | A. Le Coq Arena, Tallinn, Estonie                       | Estonie                                   | V 2 - 0                                   | Éliminatoires de la Coupe du monde 2018   | Chelsea FC                                | Entre en jeu à la place de Dries Mertens à la 81e minute de jeu.             |
| 12                                        | 7 octobre 2017                            | Stade Grbavica, Sarajevo, Bosnie-Herzégovine            | Bosnie-Herzégovine                        | V 4 - 3                                   | Éliminatoires de la Coupe du monde 2018   | Chelsea FC                                | Titulaire et buteur.                                                         |
| 13                                        | 10 octobre 2017                           | Stade Roi Baudouin, Bruxelles, Belgique                 | Chypre                                    | V 4 - 0                                   | Éliminatoires de la Coupe du monde 2018   | Chelsea FC                                | Titulaire, remplacé par Dries Mertens à la 56e minute de jeu.                |
| 14                                        | 27 mars 2018                              | Stade Roi Baudouin, Bruxelles, Belgique                 | Arabie saoudite                           | V 4 - 0                                   | Match amical                              | Borussia Dortmund                         | Buteur, entre en jeu à la place de Eden Hazard à la 59e minute de jeu.       |
| 15                                        | 6 juin 2018                               | Stade Roi Baudouin, Bruxelles, Belgique                 | Égypte                                    | V 3 - 0                                   | Match amical                              | Borussia Dortmund                         | Entre en jeu à la place de Romelu Lukaku à la 46e minute de jeu.             |
| 16                                        | 11 juin 2018                              | Stade Roi Baudouin, Bruxelles, Belgique                 | Costa Rica                                | V 4 - 1                                   | Match amical                              | Borussia Dortmund                         | Buteur, entre en jeu à la place de Dries Mertens à la 52e minute de jeu.     |
| 17                                        | 23 juin 2018                              | Otkrytie Arena, Moscou, Russie                          | Tunisie                                   | V 5 - 2                                   | Coupe du monde 2018                       | Borussia Dortmund                         | Buteur, entre en jeu à la place de Eden Hazard à la 68e minute de jeu.       |
| 18                                        | 28 juin 2018                              | Arena Baltika, Kaliningrad, Russie                      | Angleterre                                | V 1 - 0                                   | Coupe du monde 2018                       | Borussia Dortmund                         | Titulaire.                                                                   |
| 19                                        | 10 juillet 2018                           | Zenit Arena, Saint-Pétersbourg, Russie                  | France                                    | D 0 - 1                                   | Coupe du monde 2018                       | Borussia Dortmund                         | Entre en jeu à la place de Nacer Chadli à la 91e minute de jeu.              |
| 20                                        | 7 septembre 2018                          | Hampden Park, Glasgow, Écosse                           | Écosse                                    | V 4 - 0                                   | Match amical                              | Valence CF                                | Buteur, entre en jeu à la place de Romelu Lukaku à la 46e minute de jeu.     |
| 21                                        | 16 octobre 2018                           | Stade Roi Baudouin, Bruxelles, Belgique                 | Pays-Bas                                  | N 1 - 1                                   | Match amical                              | Valence CF                                | Entre en jeu à la place de Romelu Lukaku à la 46e minute de jeu.             |
| 22                                        | 15 novembre 2018                          | Stade Roi Baudouin, Laeken, Belgique                    | Islande                                   | V 2 - 0                                   | Ligue des nations 2018-2019               | Valence CF                                | Titulaire et buteur.                                                         |
| 23                                        | 18 novembre 2018                          | Luzern Arena, Lucerne, Suisse                           | Suisse                                    | D 2 - 5                                   | Ligue des nations 2018-2019               | Valence CF                                | Entre en jeu à la place de Nacer Chadli à la 65e minute de jeu.              |
| 24                                        | 21 mars 2019                              | Stade Roi Baudouin, Bruxelles, Belgique                 | Russie                                    | V 3 - 1                                   | Éliminatoires de l'Euro 2020              | Crystal Palace                            | Titulaire.                                                                   |
| 25                                        | 24 mars 2019                              | Stade GSP, Nicosie, Chypre                              | Chypre                                    | V 2 - 0                                   | Éliminatoires de l'Euro 2020              | Crystal Palace                            | Titulaire et buteur, remplacé par Dennis Praet à la 89e minute de jeu.       |
| 26                                        | 8 juin 2019                               | Stade Roi Baudouin, Bruxelles, Belgique                 | Kazakhstan                                | V 3 - 0                                   | Éliminatoires de l'Euro 2020              | Crystal Palace                            | Entre en jeu à la place de Romelu Lukaku à la 72e minute de jeu.             |
| 27                                        | 6 septembre 2019                          | Stadio Olimpico, Serravalle, Saint-Marin                | Saint-Marin                               | V 4 - 0                                   | Éliminatoires de l'Euro 2020              | Chelsea FC                                | Titulaire et buteur.                                                         |
| 28                                        | 13 octobre 2019                           | Astana Arena, Noursoultan, Kazakhstan                   | Kazakhstan                                | V 2 - 0                                   | Éliminatoires de l'Euro 2020              | Chelsea FC                                | Titulaire et buteur, remplacé par Christian Benteke à la 78e minute de jeu.  |
| 29                                        | 16 novembre 2019                          | Gazprom Arena, Saint-Pétersbourg, Russie                | Russie                                    | V 4 - 1                                   | Éliminatoires de l'Euro 2020              | Chelsea FC                                | Entre en jeu à la place de Romelu Lukaku à la 77e minute de jeu.             |
| 30                                        | 8 septembre 2020                          | Stade Roi Baudouin, Bruxelles, Belgique                 | Islande                                   | V 5 - 1                                   | Ligue des nations 2020-2021               | Chelsea FC                                | Titulaire et buteur.                                                         |
| 31                                        | 8 octobre 2020                            | Stade Roi Baudouin, Bruxelles, Belgique                 | Côte d'Ivoire                             | N 1 - 1                                   | Match amical                              | Crystal Palace                            | Titulaire et buteur, remplacé par Christian Benteke à la 68e minute de jeu.  |
| 32                                        | 11 novembre 2020                          | Stade Den Dreef, Louvain, Belgique                      | Suisse                                    | V 2 - 1                                   | Match amical                              | Crystal Palace                            | Titulaire et buteur.                                                         |
| 33                                        | 30 mars 2021                              | Stade Den Dreef, Louvain, Belgique                      | Biélorussie                               | V 8 - 0                                   | Éliminatoires de la Coupe du monde 2022   | Crystal Palace                            | Titulaire et buteur, remplacé par Christian Benteke à la 64e minute de jeu.  |
| 34                                        | 3 juin 2021                               | Stade Roi Baudouin, Bruxelles, Belgique                 | Grèce                                     | N 1 - 1                                   | Match amical                              | Crystal Palace                            | Entre en jeu à la place de Romelu Lukaku à la 46e minute de jeu.             |
| 35                                        | 21 juin 2021                              | Gazprom Arena, Saint-Pétersbourg, Russie                | Finlande                                  | V 2 - 0                                   | Euro 2020                                 | Crystal Palace                            | Entre en jeu à la place de Jérémy Doku à la 76e minute de jeu.               |
| 36                                        | 5 septembre 2021                          | Stade Roi Baudouin, Bruxelles, Belgique                 | Tchéquie                                  | V 3 - 0                                   | Éliminatoires de la Coupe du monde 2022   | Beşiktaş JK                               | Entre en jeu à la place de Romelu Lukaku à la 81e minute de jeu.             |
| 37                                        | 8 septembre 2021                          | Ak Bars Arena, Kazan, Russie                            | Biélorussie                               | V 1 - 0                                   | Éliminatoires de la Coupe du monde 2022   | Beşiktaş JK                               | Titulaire, remplacé par Leander Dendoncker à la 84e minute de jeu.           |
| 38                                        | 7 octobre 2021                            | Juventus Stadium, Turin, Italie                         | France                                    | D 2 - 3                                   | Ligue des nations 2020-2021               | Beşiktaş JK                               | Entre en jeu à la place de Timothy Castagne à la 92e minute de jeu.          |
| 39                                        | 10 octobre 2021                           | Juventus Stadium, Turin, Italie                         | Italie                                    | D 1 - 2                                   | Ligue des nations 2020-2021               | Beşiktaş JK                               | Titulaire.                                                                   |
| 40                                        | 26 mars 2022                              | Aviva Stadium, Dublin, Irlande                          | République d'Irlande                      | N 2 - 2                                   | Match amical                              | Beşiktaş JK                               | Titulaire et buteur, remplacé par Christian Benteke à la 83e minute de jeu.  |
| 41                                        | 29 mars 2022                              | Lotto Park, Bruxelles, Belgique                         | Burkina Faso                              | V 3 - 0                                   | Match amical                              | Beşiktaş JK                               | Titulaire, remplacé par Christian Benteke à la 69e minute de jeu.            |
| 42                                        | 3 juin 2022                               | Stade Roi Baudouin, Bruxelles, Belgique                 | Pays-Bas                                  | D 1 - 4                                   | Ligue des nations 2022-2023               | Beşiktaş JK                               | Buteur, entre en jeu à la place de Axel Witsel à la 67e minute de jeu.       |
| 43                                        | 8 juin 2022                               | Stade Roi Baudouin, Bruxelles, Belgique                 | Pologne                                   | V 6 - 1                                   | Ligue des nations 2022-2023               | Beşiktaş JK                               | Titulaire, remplacé par Loïs Openda à la 84e minute de jeu.                  |
| 44                                        | 11 juin 2022                              | Cardiff City Stadium, Cardiff, Pays de Galles           | Pays de Galles                            | N 1 - 1                                   | Ligue des nations 2022-2023               | Beşiktaş JK                               | Titulaire.                                                                   |
| 45                                        | 14 juin 2022                              | Stade national, Varsovie, Pologne                       | Pologne                                   | V 1 - 0                                   | Ligue des nations 2022-2023               | Beşiktaş JK                               | Titulaire et buteur, remplacé par Loïs Openda à la 67e minute de jeu.        |
| 46                                        | 22 septembre 2022                         | Stade Roi Baudouin, Bruxelles, Belgique                 | Pays de Galles                            | V 2 - 1                                   | Ligue des nations 2022-2023               | Fenerbahçe SK                             | Titulaire et buteur, remplacé par Loïs Openda à la 65e minute de jeu.        |
| 47                                        | 25 septembre 2022                         | Johan Cruyff Arena, Amsterdam, Pays-Bas                 | Pays-Bas                                  | D 0 - 1                                   | Ligue des nations 2022-2023               | Fenerbahçe SK                             | Titulaire, remplacé par Charles De Ketelaere à la 46e minute de jeu.         |
| 48                                        | 18 novembre 2022                          | Stade international Jaber Al-Ahmad (en), Koweït, Koweït | Égypte                                    | D 1 - 2                                   | Match amical                              | Fenerbahçe SK                             | Titulaire, remplacé par Loïs Openda à la 46e minute de jeu.                  |
| 49                                        | 23 novembre 2022                          | Stade Ahmed-ben-Ali, Al Rayyan, Qatar                   | Canada                                    | V 1 - 0                                   | Coupe du monde 2022                       | Fenerbahçe SK                             | Titulaire et buteur, remplacé par Loïs Openda à la 78e minute de jeu.        |
| 50                                        | 27 novembre 2022                          | Stade d'Al-Thumama, Doha, Qatar                         | Maroc                                     | D 0 - 2                                   | Coupe du monde 2022                       | Fenerbahçe SK                             | Titulaire, remplacé par Charles De Ketelaere à la 75e minute de jeu.         |
| 51                                        | 20 juin 2023                              | A. Le Coq Arena, Tallinn, Estonie                       | Estonie                                   | V 3 - 0                                   | Éliminatoires de l'Euro 2024              | Fenerbahçe SK                             | Entre en jeu à la place de Romelu Lukaku à la 69e minute de jeu.             |
| 52                                        | 9 septembre 2023                          | Dalga Arena, Bakou, Azerbaïdjan                         | Azerbaïdjan                               | V 1 - 0                                   | Éliminatoires de l'Euro 2024              | Fenerbahçe SK                             | Entre en jeu à la place de Romelu Lukaku à la 66e minute de jeu.             |
| 53                                        | 15 novembre 2023                          | Stade Den Dreef, Louvain, Belgique                      | Serbie                                    | V 1 - 0                                   | Match amical                              | Fenerbahçe SK                             | Entre en jeu à la place de Loïs Openda à la 67e minute de jeu.               |
| 54                                        | 23 mars 2024                              | Aviva Stadium, Dublin, Irlande                          | République d'Irlande                      | N 0 - 0                                   | Match amical                              | Fenerbahçe SK                             | Entre en jeu à la place de Timothy Castagne à la 46e minute de jeu.          |
| 55                                        | 26 mars 2024                              | Stade de Wembley, Londres, Angleterre                   | Angleterre                                | N 2 - 2                                   | Match amical                              | Fenerbahçe SK                             | Entre en jeu à la place de Romelu Lukaku à la 82e minute de jeu.             |

### Buts internationaux
| Buts internationaux de Michy Batshuayi, | Buts internationaux de Michy Batshuayi, | Buts internationaux de Michy Batshuayi,      | Buts internationaux de Michy Batshuayi, | Buts internationaux de Michy Batshuayi, | Buts internationaux de Michy Batshuayi, | Buts internationaux de Michy Batshuayi, | Buts internationaux de Michy Batshuayi, | Buts internationaux de Michy Batshuayi, | Buts internationaux de Michy Batshuayi, |
| #                                       | Date                                    | Lieu                                         | Adversaire                              | Résultat                                | Compétition                             | Détail                                  | Détail                                  | Détail                                  | Cape                                    |
| --------------------------------------- | --------------------------------------- | -------------------------------------------- | --------------------------------------- | --------------------------------------- | --------------------------------------- | --------------------------------------- | --------------------------------------- | --------------------------------------- | --------------------------------------- |
| 1                                       | 28 mars 2015                            | Stade Roi Baudouin, Bruxelles, Belgique      | Chypre                                  | V 5 - 0                                 | Éliminatoires de l'Euro 2016            | 80e                                     | du pied droit                           | 5-0                                     | 1re                                     |
| 2                                       | 13 novembre 2015                        | Stade Roi Baudouin, Bruxelles, Belgique      | Italie                                  | V 3 - 1                                 | Match amical                            | 82e                                     | du pied gauche                          | 3-1                                     | 2e                                      |
| 3                                       | 26 juin 2016                            | Stadium de Toulouse, Toulouse, France        | Hongrie                                 | V 4 - 0                                 | Euro 2016                               | 78e                                     | du pied droit                           | 0-2                                     | 6e                                      |
| 4                                       | 5 juin 2017                             | Stade Roi Baudouin, Bruxelles, Belgique      | Tchéquie                                | V 2 - 1                                 | Match amical                            | 25e                                     | du pied gauche                          | 1-0                                     | 10e                                     |
| 5                                       | 7 octobre 2017                          | Stade Grbavica, Sarajevo, Bosnie-Herzégovine | Bosnie-Herzégovine                      | V 4 - 3                                 | Éliminatoires de la Coupe du monde 2018 | 59e                                     | du pied droit                           | 2-2                                     | 12e                                     |
| 6                                       | 27 mars 2018                            | Stade Roi Baudouin, Bruxelles, Belgique      | Arabie saoudite                         | V 4 - 0                                 | Match amical                            | 77e                                     | du pied gauche                          | 3-0                                     | 14e                                     |
| 7                                       | 11 juin 2018                            | Stade Roi Baudouin, Bruxelles, Belgique      | Costa Rica                              | V 4 - 1                                 | Match amical                            | 65e                                     | du pied gauche                          | 4-1                                     | 16e                                     |
| 8                                       | 23 juin 2018                            | Otkrytie Arena, Moscou, Russie               | Tunisie                                 | V 5 - 2                                 | Coupe du monde 2018                     | 90e                                     | du pied gauche                          | 5-1                                     | 17e                                     |
| 9                                       | 7 septembre 2018                        | Hampden Park, Glasgow, Écosse                | Écosse                                  | V 4 - 0                                 | Match amical                            | 52e                                     | du pied gauche                          | 0-3                                     | 20e                                     |
| 10                                      | 7 septembre 2018                        | Hampden Park, Glasgow, Écosse                | Écosse                                  | V 4 - 0                                 | Match amical                            | 60e                                     | du pied droit                           | 0-4                                     | 20e                                     |
| 11                                      | 15 novembre 2018                        | Stade Roi Baudouin, Laeken, Belgique         | Islande                                 | V 2 - 0                                 | Ligue des nations 2018-2019             | 65e                                     | du pied gauche                          | 1-0                                     | 22e                                     |
| 12                                      | 15 novembre 2018                        | Stade Roi Baudouin, Laeken, Belgique         | Islande                                 | V 2 - 0                                 | Ligue des nations 2018-2019             | 81e                                     | du pied droit                           | 2-0                                     | 22e                                     |
| 13                                      | 24 mars 2019                            | Stade GSP, Nicosie, Chypre                   | Chypre                                  | V 2 - 0                                 | Éliminatoires de l'Euro 2020            | 18e                                     | du pied droit                           | 0-2                                     | 25e                                     |
| 14                                      | 6 septembre 2019                        | Stadio Olimpico, Serravalle, Saint-Marin     | Saint-Marin                             | V 4 - 0                                 | Éliminatoires de l'Euro 2020            | 43e (pen.)                              | du pied droit                           | 0-1                                     | 27e                                     |
| 15                                      | 6 septembre 2019                        | Stadio Olimpico, Serravalle, Saint-Marin     | Saint-Marin                             | V 4 - 0                                 | Éliminatoires de l'Euro 2020            | 90+2e                                   | de la tête                              | 0-4                                     | 27e                                     |
| 16                                      | 13 octobre 2019                         | Astana Arena, Noursoultan, Kazakhstan        | Kazakhstan                              | V 2 - 0                                 | Éliminatoires de l'Euro 2020            | 21e                                     | du pied gauche                          | 0-1                                     | 28e                                     |
| 17                                      | 8 septembre 2020                        | Stade Roi Baudouin, Bruxelles, Belgique      | Islande                                 | V 5 - 1                                 | Ligue des nations 2020-2021             | 17e                                     | du pied droit                           | 2-1                                     | 30e                                     |
| 18                                      | 8 septembre 2020                        | Stade Roi Baudouin, Bruxelles, Belgique      | Islande                                 | V 5 - 1                                 | Ligue des nations 2020-2021             | 69e                                     | du pied gauche                          | 4-1                                     | 30e                                     |
| 19                                      | 8 octobre 2020                          | Stade Roi Baudouin, Bruxelles, Belgique      | Côte d'Ivoire                           | N 1 - 1                                 | Match amical                            | 53e                                     | du pied droit                           | 1-0                                     | 31e                                     |
| 20                                      | 11 novembre 2020                        | Stade Den Dreef, Louvain, Belgique           | Suisse                                  | V 2 - 1                                 | Match amical                            | 49e                                     | du pied gauche                          | 1-1                                     | 32e                                     |
| 21                                      | 11 novembre 2020                        | Stade Den Dreef, Louvain, Belgique           | Suisse                                  | V 2 - 1                                 | Match amical                            | 70e                                     | du pied droit                           | 2-1                                     | 32e                                     |
| 22                                      | 30 mars 2021                            | Stade Den Dreef, Louvain, Belgique           | Biélorussie                             | V 8 - 0                                 | Éliminatoires de la Coupe du monde 2022 | 14e                                     | du pied gauche                          | 1-0                                     | 33e                                     |
| 23                                      | 26 mars 2022                            | Aviva Stadium, Dublin, Irlande               | République d'Irlande                    | N 2 - 2                                 | Match amical                            | 12e                                     | du pied droit                           | 0-1                                     | 40e                                     |
| 24                                      | 3 juin 2022                             | Stade Roi Baudouin, Bruxelles, Belgique      | Pays-Bas                                | D 1 - 4                                 | Ligue des nations 2022-2023             | 90+3e                                   | du pied droit                           | 1-4                                     | 42e                                     |
| 25                                      | 14 juin 2022                            | Stade national, Varsovie, Pologne            | Pologne                                 | V 1 - 0                                 | Ligue des nations 2022-2023             | 16e                                     | de la tête                              | 0-1                                     | 45e                                     |
| 26                                      | 22 septembre 2022                       | Stade Roi Baudouin, Bruxelles, Belgique      | Pays de Galles                          | V 2 - 1                                 | Ligue des nations 2022-2023             | 37e                                     | du pied droit                           | 2-1                                     | 46e                                     |
| 27                                      | 23 novembre 2022                        | Stade Ahmed-ben-Ali, Al Rayyan, Qatar        | Canada                                  | V 1 - 0                                 | Coupe du monde 2022                     | 44e                                     | du pied gauche                          | 1-0                                     | 49e                                     |

## Palmarès

### En club
Formé au Standard de Liège, Michy Batshuayi est sur le banc lors de la défaite en Supercoupe de Belgique 2011. Vice-champion en de Belgique en 2014, il quitte le club pour rejoindre l'Olympique de Marseille avec qui il atteint la finale de Coupe de France en 2016. Buteur en finale, il ne peut empêcher la défaite quatre buts à deux face au Paris Saint-Germain.
Il rejoint ensuite Chelsea avec qui champion d'Angleterre dès la première saison et finaliste de la Coupe d'Angleterre. L'été suivant, il s'incline lors du Community Shield. Il est également remplaçant lors de la défaite en Supercoupe de l'UEFA 2019.
Michy Batshuayi est prêté à plusieurs reprises et le dernier prêt l'amène au Beşiktaş JK avec qui il remporte la Supercoupe de Turquie 2021. Il signe ensuite au Fenerbahçe SK avec qui il remporte la Coupe de Turquie 2023 en marquant les deux buts de la finale. Il est également vice-champion de Turquie à deux reprises avant de rejoindre le Galatasaray SK avec qui il est finaliste de la Supercoupe de Turquie 2024 et champion de Turquie en 2025.
| Standard de Liège                                                                                  | Olympique de Marseille                  | Chelsea FC (1) | Beşiktaş JK (1)                                   | Fenerbahçe SK (1)                                                                                       | Galatasaray SK (1)                                                                            |
| -------------------------------------------------------------------------------------------------- | --------------------------------------- | --- | ------------------------------------------------- | --- | --------------------------------------------------------------------------------------------- |
| - Championnat de Belgique : - Vice-champion : 2014. - Supercoupe de Belgique : - Finaliste : 2011. | - Coupe de France : - Finaliste : 2016. | - Championnat d'Angleterre (1) : - Champion : 2017. - Coupe d'Angleterre : - Finaliste : 2017. - Community Shield : - Finaliste : 2017. - Supercoupe de l'UEFA : - Finaliste : 2019. | - Supercoupe de Turquie (1) : - Vainqueur : 2021. | - Championnat de Turquie : - Vice-champion : 2023 et 2024. - Coupe de Turquie (1) : - Vainqueur : 2023. | - Championnat de Turquie(1) : - Champion : 2025 - Supercoupe de Turquie : - Finaliste : 2024. |

### En sélection nationale
Avec la sélection belge, il termine troisième de la Coupe du monde 2018 après s'être incliné en demi-finale contre la France puis avoir battu l'Angleterre lors de la petite finale. Il termine également quatrième lors de la Ligue des nations 2021.
| Belgique                                                                         |
| -------------------------------------------------------------------------------- |
| - Coupe du monde : - Troisième : 2018. - Ligue des nations : - Quatrième : 2021. |

### Distinctions personnelles
- Soulier d'ébène belge en 2014
- Trophée du joueur du mois UNFP de Ligue 1 en octobre 2015.

## Vie privée
Les parents de Michy Batshuayi sont originaires de la République démocratique du Congo. En 2014, il déclare ne jamais être allé en Afrique et se sentir belge à 100 %.
Batshuayi est le frère aîné d'Aaron Leya Iseka, attaquant du CSKA Sofia. Il a également une sœur jumelle prénommée Verlaine, mannequin qui a participé au concours Miss Belgique,.
Le 12 mai 2016, il devient père pour la première fois, d'une fille
C’est au mois de mai 2021, lors d’un voyage ensemble avant son départ pour l’Euro, qu’il demande la main de sa désormais fiancée Amely Maria, avec laquelle il a une petite fille prénommée HéraAinsi qu un petit garçon prénommé Akira
Michy porte régulièrement en club comme en sélection le numéro 23.